# Alamanda de Castelnau
Alamanda va ser una trobairitz, l'única obra de la qual que ha arribat fins als nostres dies és un tençó amb Giraut de Bornelh denominat S'ie.us qier conseill, bella amia Alamanda. Antigament se la considerava un personatge fictici i es creia que el tençó l'havia escrit Giraut. No obstant això, una Alamanda és esmentada per altres tres trobadors –inclosa la trobairitz Lombarda–, la qual cosa indica que Alamanda probablement va ser real i que fou una figura força prominent en els cercles poètics occitans.
La trobairitz probablement és la mateixa que Alamanda de Castelnau o Castelnou, que va néixer cap al 1160. És probable que fos activa en l'àmbit de la poesia només durant un breu lapse de la seva joventut a la cort de Ramon V de Tolosa. Posteriorment va abandonar la cort per contreure matrimoni amb Guilhem de Castelnou i es va convertir en una canònge de Saint-Étienne a Tolosa de Llenguadoc, fins que va morir el 1223.